# La Parra de las Vegas
La Parra de las Vegas település Spanyolországban, Cuenca tartományban. La Parra de las Vegas Albaladejo del Cuende községgel határos. Lakosainak száma 35 fő (2024).

## Népesség
A település népessége az utóbbi években az alábbiak szerint változott:
| Lakosok száma | 56   | 46   | 39   | 41   | 46   | 40   | 45   | 33   | 33   | 35   |
|               | 2001 | 2004 | 2006 | 2009 | 2011 | 2014 | 2016 | 2019 | 2021 | 2024 |